# Trăn hoàng gia
Trăn hoàng gia hay Trăn quả bóng (tên khoa học Python regius) là một loài trăn sống ở Châu Phi. Đây là loài nhỏ nhất trong số các loại trăn châu Phi và là một loài vật nuôi tương đối phổ biến - nguyên do là tính tình tương đối dễ chịu của nó. Hiện nay chưa có phân loài nào của trăn hoàng gia được công nhận. Cái tên "trăn quả bóng" bắt nguồn từ việc con trăn có thói quen cuộn tròn lại thành hình quả bóng khi căng thẳng hay lo sợ còn cái tên "trăn hoàng gia" (tiếng La Tinh: regius nghĩa là "hoàng gia") bắt nguồn từ thông tin cho rằng nữ hoàng Ai Cập Cleopatra VII thường mang loài trăn này trên cổ tay mình.

## Mô tả
Trăn trưởng thành thông thường không dài quá 90–120 cm (3,0–3,9 ft), một số trường hợp hiếm hoi thì có thể đạt đến 152–182 cm (4,99–5,97 ft). Trăn cái thường có xu hướng hơi to hơn trăn đực với chiều dài trung bình lúc trưởng thành là 122–137 cm (4,00–4,49 ft). Con đực thường có chiều dài trung bình là 90–107 cm (2,95–3,51 ft). Thân hình có dáng bè bè và chắc nịch với đầu nhỏ và thân to. Vảy loài trăn này khá trơn nhẵn và cả con đực lẫn con cái đều có cựa hậu môn ở hai bên lỗ huyệt. Mặc dù con đực thường có cựa to hơn, điều này không hoàn toàn là tuyệt đối, và giới tính của loài trăn này được xác định bằng cách lộn trái bán dương vật (hemipenis) của con vật (nếu là con đực) hay xỏ một que thăm vào lỗ huyệt để xác định xem có bán dương vật hay không. Khi dùng que thăm để xác định giới tính, con đực thường có 8-10 vảy dưới đuôi trong khi đó con cái chỉ có từ 2-4 vảy.
Màu sắc của loài trăn này thường là vàng và nâu sậm ở mặt lưng, nâu nhạt hay nâu vàng ở mặt hông và trắng hay kem (có thể có thêm vệt hay đốm đen) ở mặt bụng. Trong quá trình chọn lọc nhân tạo, các nhà nhân giống trăn hoàng gia đã tạo ra những cá thể có kiểu hình màu sắc khác với thông thường, do đột biến gien gây ra.

## Phân bổ địa lý
Trăn hoàng gia được tìm thấy ở nhiều quốc gia châu Phi, từ Senegal, Mali, Guinea-Bissau, Guinea, Sierra Leone, Liberia, Bờ Biển Ngà, Ghana, Bénin và Nigeria through Cameroon, Tchad và Cộng hòa Trung Phi tới Sudan và Uganda. No type locality was given in the original description.

## Môi trường sống
Trăn hoàng gia thích sống ở những vùng đồng cỏ, xavan và các cánh rừng thưa.

## Hành vi và tính tình

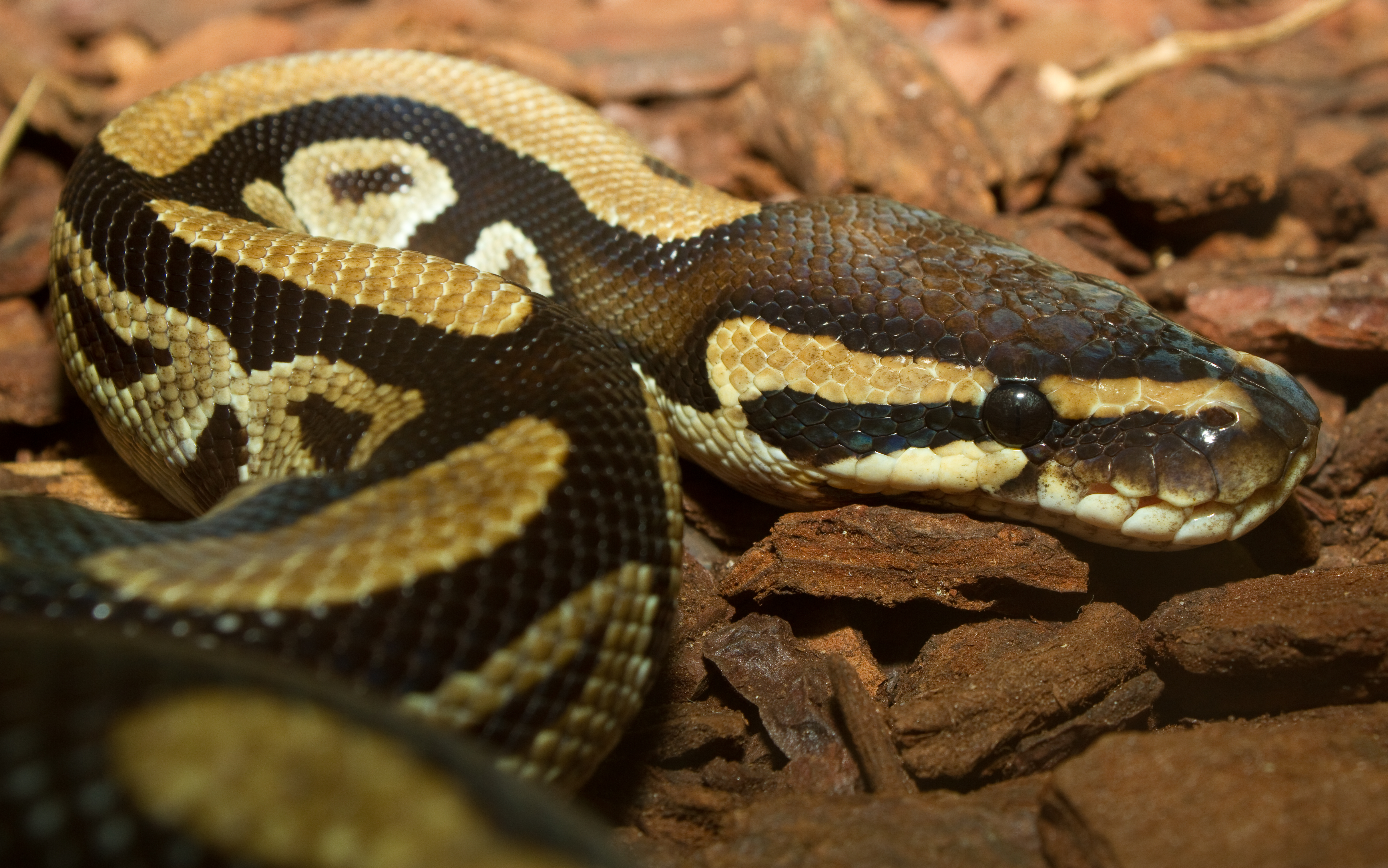
Trăn quả bóng với những sọc nâu đen đặc trưng.

Loài trăn này được biết đến bởi hành vi cuộn mình lại thành hình một quả cầu với đầu và cổ rúc vào giữa khi bị đe dọa hay căng thẳng. Trong tình trạng này, chúng có thể lăn tròn như một trái banh. Chúng cũng thích trốn trong các hang đào của các con vật khác hoặc các hang hốc tự nhiên; đó cũng là nơi chúng ngủ hè. Trăn hoàng gia được xem là một vật nuôi chất lượng tốt do kích thước khá nhỏ và bản tính yên lặng, ít hung dữ khi bị cầm nắm. Những con trăn nuôi trong nhà cũng ít khi cắn người.

## Thực phẩm
Trong tụ nhiên, thức ăn của trăn hoàng gia chủ yếu là các loài thú nhỏ, tỉ như chuột lông mềm châu Phi (Mastomys natalensis), chuột chù hay chuột vằn. Những cá thể trẻ hơn thì cũng hay ăn thịt các loài chim. Trăn có nguồn gốc bắt từ ngoài tự nhiên thường khá "kén cá chọn canh" và không thích các loại thức ăn "trong nhà" (chuột nhà, chuột cống, thức ăn đông lạnh,...) như các loại trăn quen được nuôi trong nhà. Cho trăn tự bắt các con mồi còn sống thì khá nguy hiểm và không nên được thực hiện trong trường hợp người nuôi không có kinh nghiệm; nó chỉ nên được tiến hành như là giải pháp cuối cùng khi con trăn đã không ăn uống gì suốt một thời gian dài, hoặc đã sụt ký trầm trọng. Kích cỡ của con mồi phải bằng hoặc lớn hơn một chút so với chiều rộng của phần to nhất của thân trăng. Nhìn chung, trăn hoàng gia khá kén ăn và có thể nhịn đói nhiều tháng liền, nhất là trong mùa đông, giai đoạn sinh sản. Mặc dù đây không phải là điều bất thường, nhưng người nuôi trăn cũng cần chú ý không cho trăn sụt cân quá nhiều. Ký sinh trùng cũng có thể làm cho trăn biếng ăn. Một số nguyên nhân gây biếng ăn khác có thể do xúc kích (stress) do bị ôm, cầm nắm quá nhiều, hay do nhiệt độ quá cao, quá thấp, hay do không gian quá chật chội. Trong điều kiện nuôi nhốt, trăn hoàng gia thường được cung cấp một lượng thức ăn đa dạng từ các loại chuột cho đến thịt gà, tuy nhiên nguồn thức ăn giàu dinh dưỡng nhất và cũng ổn định nhất là chuột cống. Nếu như trăn tỏ ra quá "đỏng đảnh", người nuôi thường được khuyên là nên cho ăn vào ban đêm, lúc trời tối, các loại đèn đóm đều tắt suốt nhiều giờ vì loài trăn này hoạt động mạnh nhất vào lúc hoàng hôn hay bình minh. Một cách cho ăn khác là bỏ con trăn vào một hộp nhỏ và đặt ở nơi thật yên tĩnh sao cho nó không thể tập trung vào bất cứ thứ gì khác ngoài đồ ăn.

## Sinh sản
Trăn hoàng gia là loại động vật đẻ trứng. Mỗi lứa chúng có thể sinh từ 3-11 quả trứng (thông thường nhất là 4-6 quả) với kích thước lớn và vỏ dai). Trứng được con cái ấp dưới lòng đất và sẽ nở sau 55 tới 60 ngày. Con đực trưởng thành sinh dục lúc 11-18 tháng tuổi, còn con cái thì 20-36 tháng tuổi. Ngoài tuổi tác, cân nặng cũng là một trong những yếu tố xác định mức độ trưởng thành sinh dục: con đực sẽ bắt đầu sinh sản khi đạt được cân nặng 600 gam, nhưng trong điều kiện nuôi nhốt thì con số này dôi lên đến 800 gam (1,7 lb). Đối với con cái, các chỉ số này là 1200 gam trong tự nhiên (mặc dù thông thường phải đến 1500 gam thì trăn cái hoang dã mới trưởng thành sinh dục) và 1500 gam (3,3 lb) trong điều kiện nuôi nhốt. Cha mẹ chỉ đảm nhiệm việc ấp và canh chừng trứng, còn khi trứng đã nở thì trănm cha mẹ bỏ đi để cho con cái tự kiếm sống.

## Nuôi trăn làm cảnh
Trăn hoàng gia là một loại thú nuôi tương đối phổ biến vì kích thước tương đối nhỏ (so với các loài trăn khác) và tính tình dễ chịu. Đối với những con trăn bị bắt từ ngoài hoang dã, trong thời gian đầu chúng sẽ chưa thích nghi với điều kiện nuôi nhốt dẫn tới triệu chứng biếng ăn do căng thẳng; đồng thời chúng cũng có thể mang trong mình nhiều loại ký sinh trùng - những loại này có thể được tiễu trừ bởi các loại thuốc kháng ký sinh trùng. Thật ra đã có những cá thể tồn tại hơn 40 ngày trong điều kiện nuôi nhốt, trong đó cá thể tồn tại lâu nhất hiện được ghi nhận là 48 năm.
Trong điều kiện nuôi nhốt, trăn hoàng gia phải được nuôi trong một chiếc bồn thủy tinh dài có dung tích ít nhất là 75 galông Mỹ (280 L), lý do là loài trăn này cư ngụ trên mặt đất, có lối sống khá kín đáo và thích nằm dài, ít di chuyển. Một số con rắn cái lớn có thể cần đến một cái bồn dài có sức chứa 50 galông Mỹ (190 L). Đồng thời, ít nhất hai ổ nằm phải được chuẩn bị ở hai đầu bồn, một trong số đó phải bố trí máy sưởi có cơ chế điều chỉnh nhiệt để cho con vật điều hòa thân nhiệt của nó. Do phần lớn các loài trăn là chuyên gia trong việc trốn thoát khỏi nơi nuôi nhốt, bồn nuôi trăn phải có khóa để ngăn ngừa chuyện "vượt ngục". Trăn non cũng thường dễ bị căng thẳng khi bị nhốt trong bồn quá lớn do không có không gian hẹp để... trốn, vì vậy nên nuôi trăn non trong những cái bồn nhỏ chừng 10 galông Mỹ (38 L) hay 15 galông Mỹ (57 L). Nhiệt độ trung bình cần phải là 80 °F (27 °C) với khu vực phơi nắng có nhiệt độ 90 °F (32 °C) nằm ở một đầu bồn. Độ ẩm duy trì ở 50-60 phần trăm với chất nền khô.

## Trong tín ngưỡng và tôn giáo
Trăn hoàng gia là loài vật linh thiêng trong tín ngưỡng dân gian của người Igbo sống tại miền Tây Nam Nigeria. Nó là biểu tượng của đất vì là loài vật di chuyển gần sát với mặt đất. Ngay cả cộng đồng người Igbo theo Thiên Chúa giáo cũng rất coi trọng loài vật này. Khi một con trăn bò vào làng hay vào nhà dân, cư dân để mặc cho nó bò thoải mái hoặc nếu cần phải đem trả về rừng thì con vật cũng được nâng niu rất cẩn thận. Nếu như một con trăn bị nhỡ tay giết chết, nó được chôn cất trong một quan tài và thậm chí còn được người dân tổ chức cho một lễ mai táng.